# Degerhov
Degerhov (eller Degerhuvud) är ett säteri i Söderköpings kommun (Skällviks socken), Östergötlands län.

## Historik
Degerhov säteri ligger vid Bottnaviken i Skällviks socken, Hammarkinds härad. Egendomen kallades tidigare Degerhuvud, hörde förr såsom ladugård under Stegeborgs slott, men genom ett bytesbrev den 27 mars 1621 bortbytte hertig Karl Filip egendomen mot Tärnby i Södermanland till Karl de Wik. Sedermera tillhörde Degerhov ståthållaren över hertig Adolf Johans gods i Sverige, assessorn Isak Enefelt till 18 februari 1671 samt säges år 1683 såsom säteri allodialfrälse tillhört hans arvingar. Den 6 februari år 1685 tillköpte sig Arvid Jönsson egendomen, men redan år 1688 sålde
han den till hertig Adolf Johan för 2000 riksdaler. Efter hertigens död tillhörde Degerhov efter varandra lagmannen Daniel Sparrsköld (1686–1739), hovintendenten Johan Helmich Roman samt hovjägmästaren Erik Gustaf Boije (1702–1751). Genom testamente tillhörde egendomen därefter för livstid grevinnan Maria Katarina Fleming, som dog härstädes 1761. Efter hennes död tillföll egendomen Boijes barn. År 1783 var ryttmästaren Per Axel Edelfelt ägare. Därefter har Degerhov tillhört 1825 hovkamreraren Löwgren, 1853 P. G. Ringström samt därefter hans arvingar vilka sedan sålde egendomen till herr E. Liedberg, vars son herr Karl Liedberg tog över ägandeskapet.